# Nậm Ngà
Nậm Ngà là một con sông đổ ra Nậm Nhé. Sông có chiều dài 38 km và diện tích lưu vực là 206 km². Nậm Ngà chảy qua các tỉnh Lai Châu và Điện Biên, Việt Nam .
Sông có mã sông là "02 02 63 19 10 06" .
Nậm Ngà bắt nguồn từ núi ở xã Tà Tổng 22°15′57″B 102°39′15″Đ / 22,265756°B 102,654152°Đ, chảy hướng đông nam. Đến bản Táng Ngá xã Nậm Chà huyện Nậm Nhùn thì dòng Nậm Ngà đổ ra (hoặc là hợp lưu với) Nậm Nhé, từ đó đổ vào Nậm Chà.